# Češljoustke
Pomacentridae, ili Češljoustke su porodica riba (pisces) iz reda grgečki. Sastoji se od desetak rodova: Abudefduf, Acanthochromis, Altrichthys, Amblyglyphidodon, Amblypomacentrus, Amphiprion, Azurina, Cheiloprion, Chromis, Chrysiptera, Dascyllus, Dischistodus, Hemiglyphidodon, Hypsypops, Lepidozygus, Mecaenichthys, Microspathodon, Neoglyphidodon, Neopomacentrus, Nexilosus, Parma, Plectroglyphidodon, Pomacentrus, Pomachromis, Premnas, Pristotis, Similiparma, Stegastes, Teixeirichthys.
Pomacentridae su morske ribe koje žive u tropskim morima, rjeđe u boćatoj vodi. Tijelo im je sabijeno, usta malena a narastu do 35 centimetara dužine. Mnoge su teritorijalne;  biljojedi, svejedi, ili planktivore. Jaja su eliptičnog oblika, demersalna, a čuvaju ih mužjaci. 
Porodici pripada i riba-klaun ((Amphiprioninae) koje žive u uskoj suradnji s morskim anemonama.

## Vernakularni nazivi
Postoje brojni uobičajeni narodni nazivi za ribe ove porodice od kojih su neki nastali od znanstvenog naziva Pomacentridae: Damselfishes, วงศ์ปลาสลิดหิน, Koralliahvenet, Họ Cá thia, Vienuolžuvinės, Помацентровые, demoiselles